# Brookesia decaryi
Brookesia decaryi este o specie de cameleoni din genul Brookesia, familia Chamaeleonidae, descrisă de Angel 1939. A fost clasificată de IUCN ca specie în pericol. Conform Catalogue of Life specia Brookesia decaryi nu are subspecii cunoscute.